# Hydrogensíran draselný
Hydrogensíran draselný (KHSO4) je draselná hydrogensůl kyseliny sírové. Používá se k převedení vínanů na hydrogenvínany ve víně. V analytické chemii se používá k převodu některých látek na rozpustnější formu. Při přidání ethanolu do vodného roztoku hydrogensíranu draselného se vysráží síran draselný. V přírodě se vyskytuje velmi vzácně jako nerost mercallit.

## Vlastnosti
- Hydrogensíran draselný je v důsledku disociace hydrogensíranového aniontu silně kyselý:

{\displaystyle {\mathsf {HSO_{4}^{-}\ \rightleftarrows \ SO_{4}^{2-}+H^{+}}}}
- Za zvýšené teploty se rozkládá:

{\displaystyle {\mathsf {2\ KHSO_{4}\ {\xrightarrow {240^{o}C}}\ K_{2}SO_{4}+H_{2}SO_{4}}}}
{\displaystyle {\mathsf {2\ KHSO_{4}\ {\xrightarrow {320^{o}C}}\ K_{2}S_{2}O_{7}+H_{2}O}}}
- Při tavení s některými solemi z nich uvolňuje příslušnou kyselinu (podvojná záměna):

{\displaystyle {\mathsf {KHSO_{4}+KCl\ {\xrightarrow {500^{o}C}}\ K_{2}SO_{4}+HCl}}}
- Při tavení převádí některé sloučeniny na rozpustnou formu:

{\displaystyle {\mathsf {2\ KHSO_{4}+TiO_{2}\ {\xrightarrow {300^{o}C}}\ TiOSO_{4}+K_{2}SO_{4}+H_{2}O}}}

## Podobné sloučeniny
- Hydrogensíran sodný
- Hydrogensíran amonný
- Síran draselný